# Monodactylus argenteus
Monodactylus argenteus, de nombre común pez luna de plata, mono argentus, ángel malayo o angel de mar, es un pez perciforme, que normalmente se encuentra en el Mar Rojo y las costas de África oriental, así como al sur de Nueva Caledonia y Australia.
Tiene un cuerpo de color plateado en una forma romboidal. Sus grandes ojos están atravesados por una raya oscura. Sus aletas son plateadas con una reflexión amarilla, aunque los colores se desvanecen con la edad.
Puede ser confundido con Monodactylus sebae, pero es fácil de distinguir por su otra raya negra que cruza en el pedúnculo caudal, de color más oscuro y menos coloración amarilla.
En inglés se denomina fingerfish, «pez dedo», que al igual que el nombre genérico Monodactylus —«un dedo»— hacen referencia a dedos.